# Галицький ботанічний сад лікарських рослин
Га́лицький ботані́чний сад лі́карських росли́н — ботанічний сад місцевого значення в Україні.

## Розташування
Розташований на південно-західній околиці села Підгороднє Тернопільського району Тернопільської області.

## Пам'ятка
Оголошений об'єктом природно-заповідного фонду рішенням Тернопільської обласної ради № 303 від 26 грудня 1991 року. Перебуває у віданні Тернопільського державного медичного університету.
Станом на 2016 рік територія саду занедбана і не використовується.

## Характеристика
Площа — 28,3 га.

## Галерея

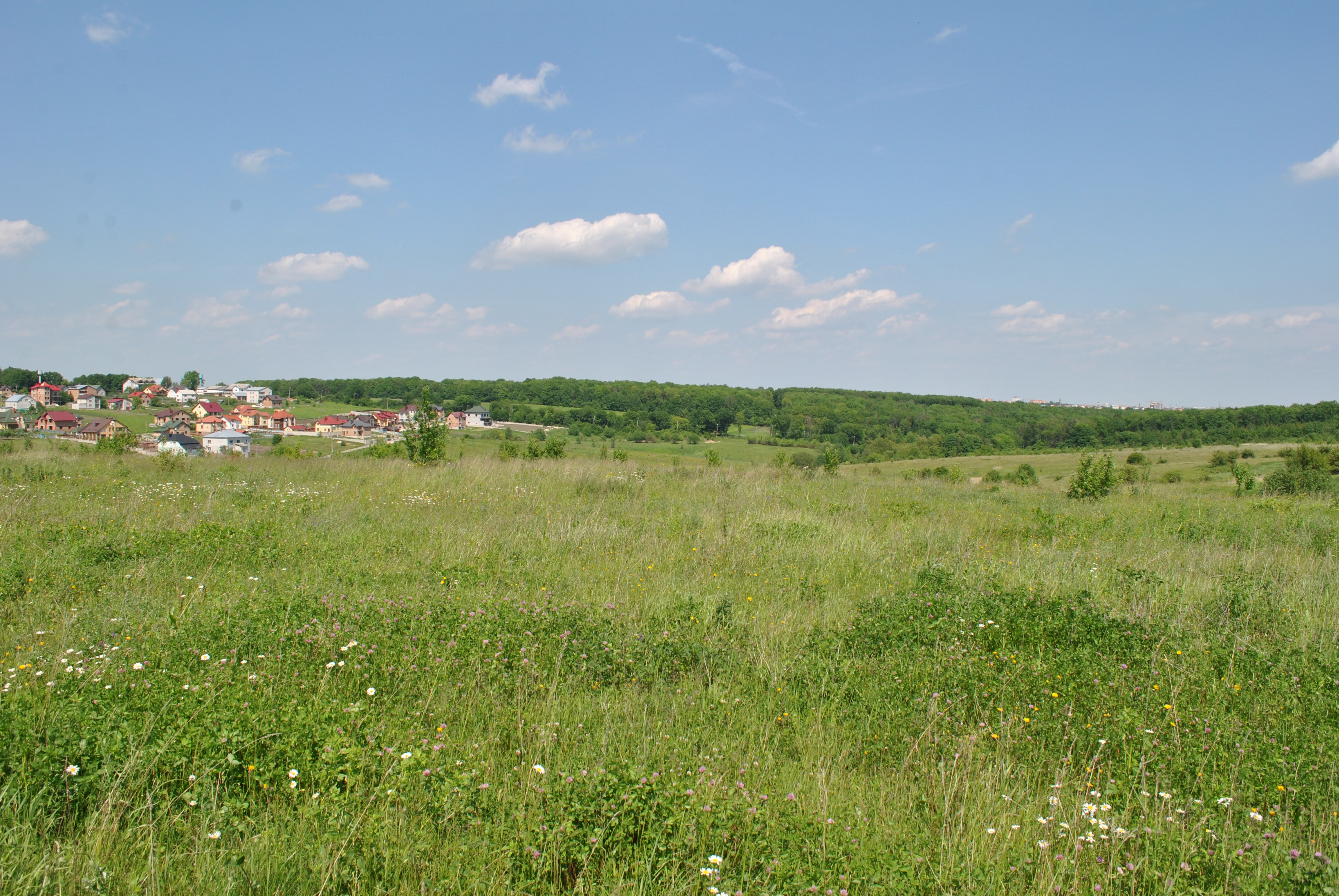
Вигляд саду
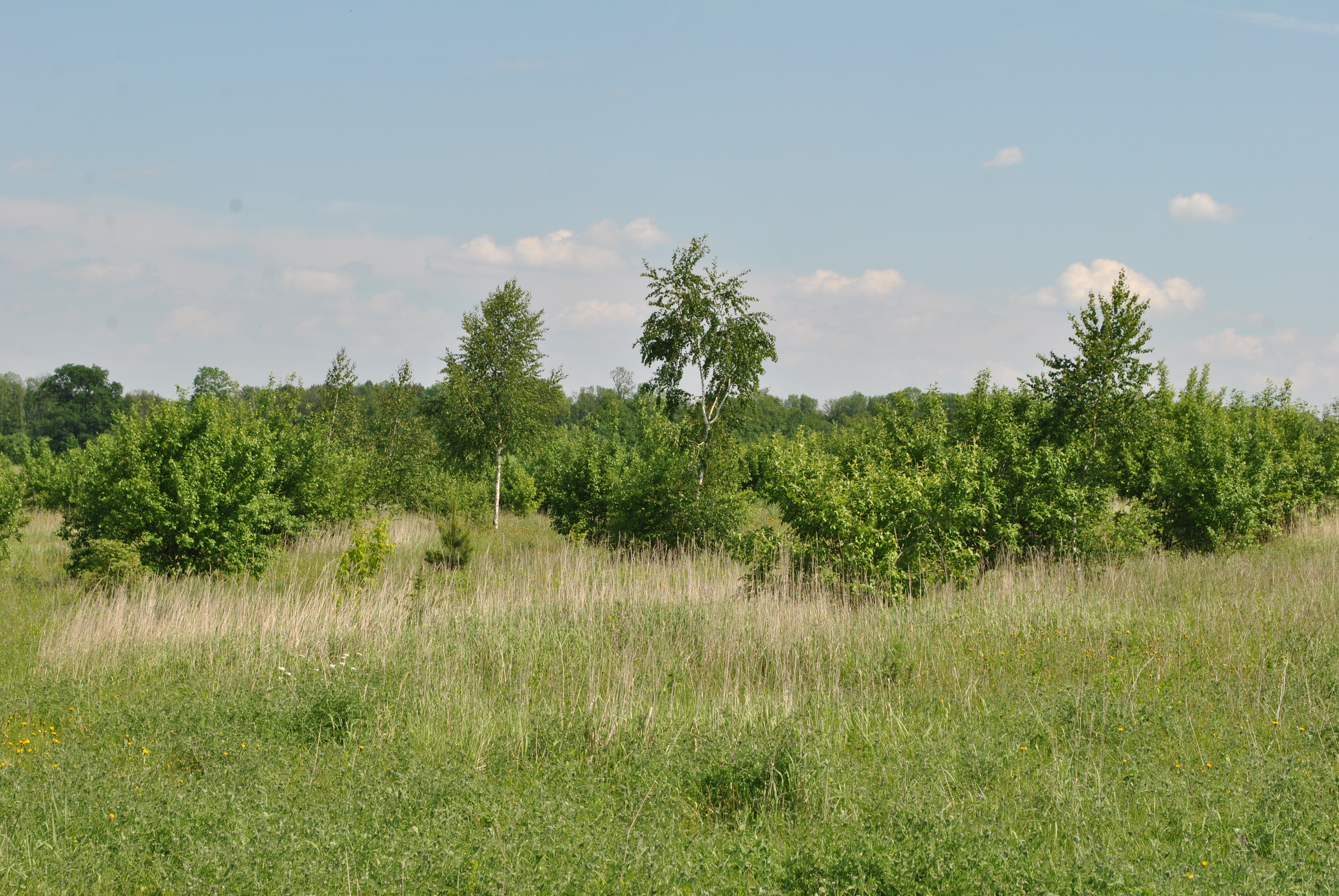
Вигляд саду
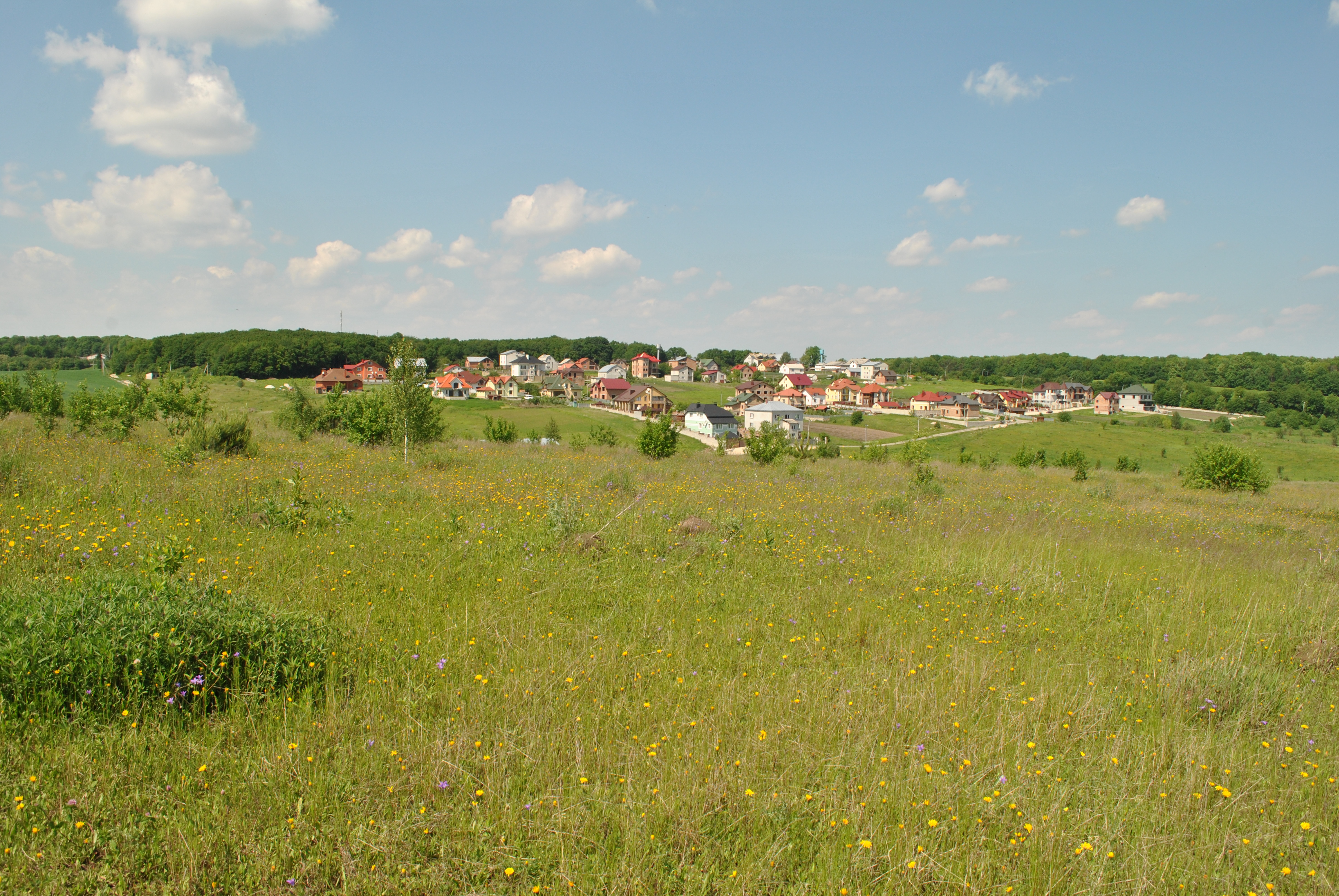
Вдалині — с. Підгородне
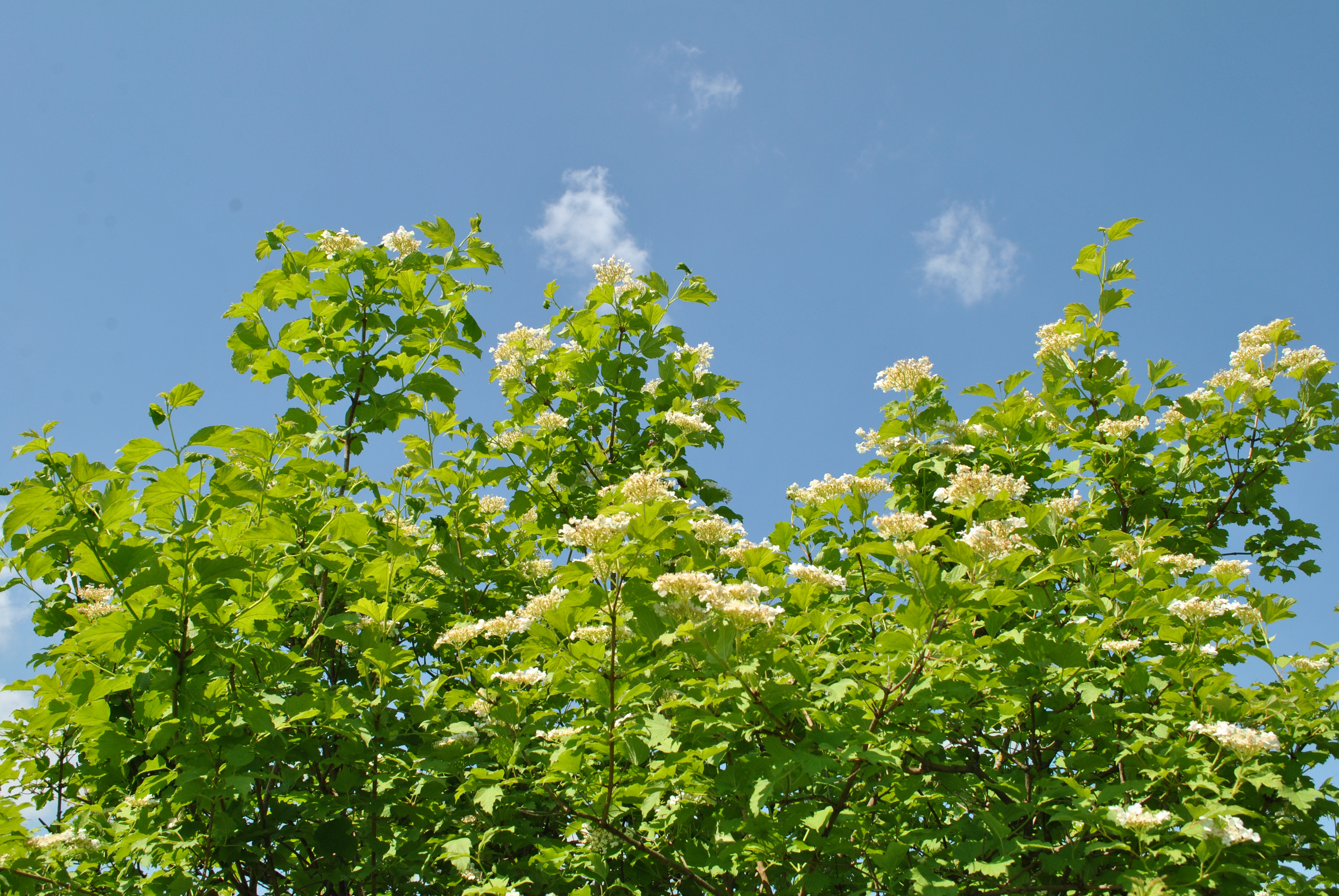
Цвіте калина
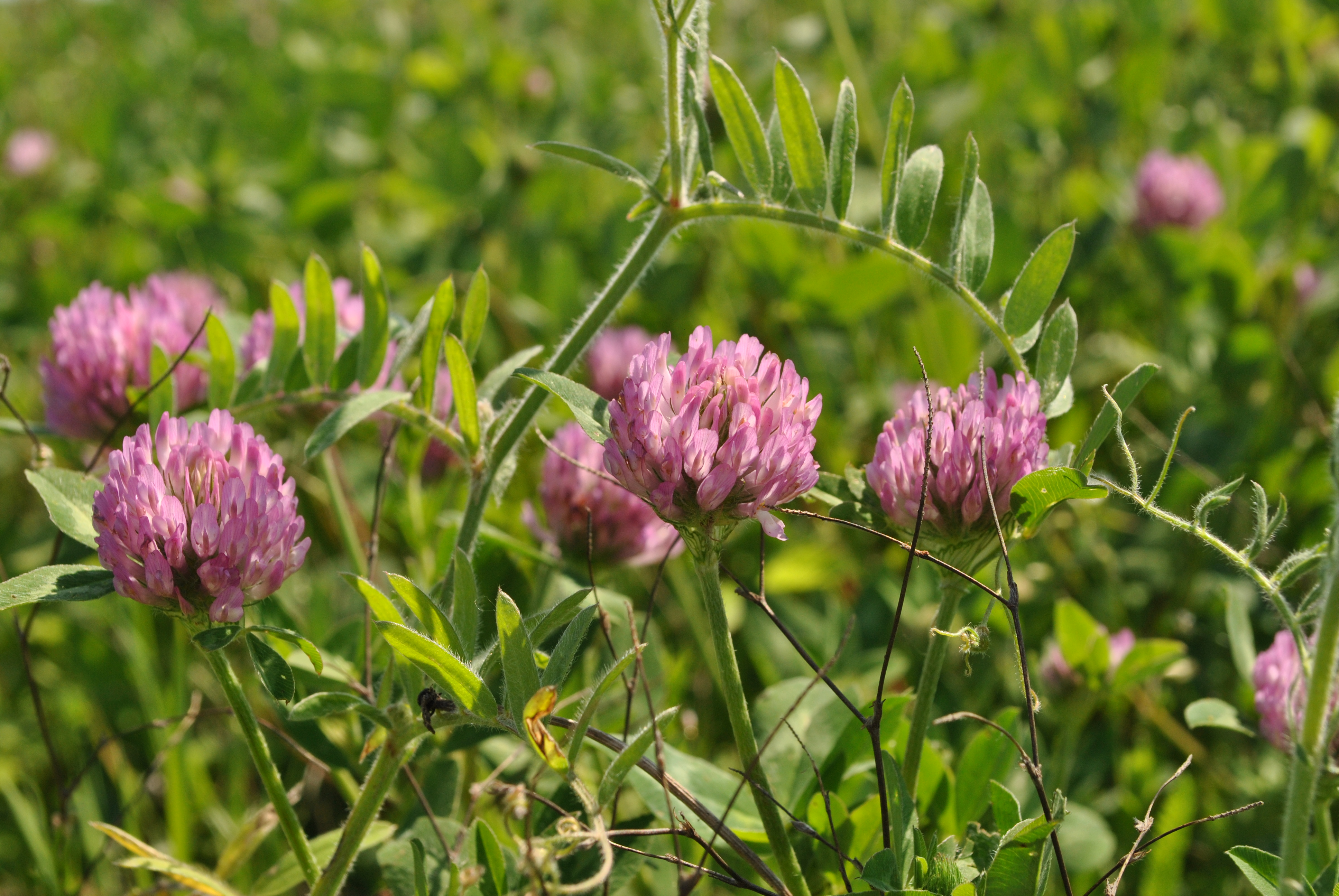
Цвіте лучна конюшина
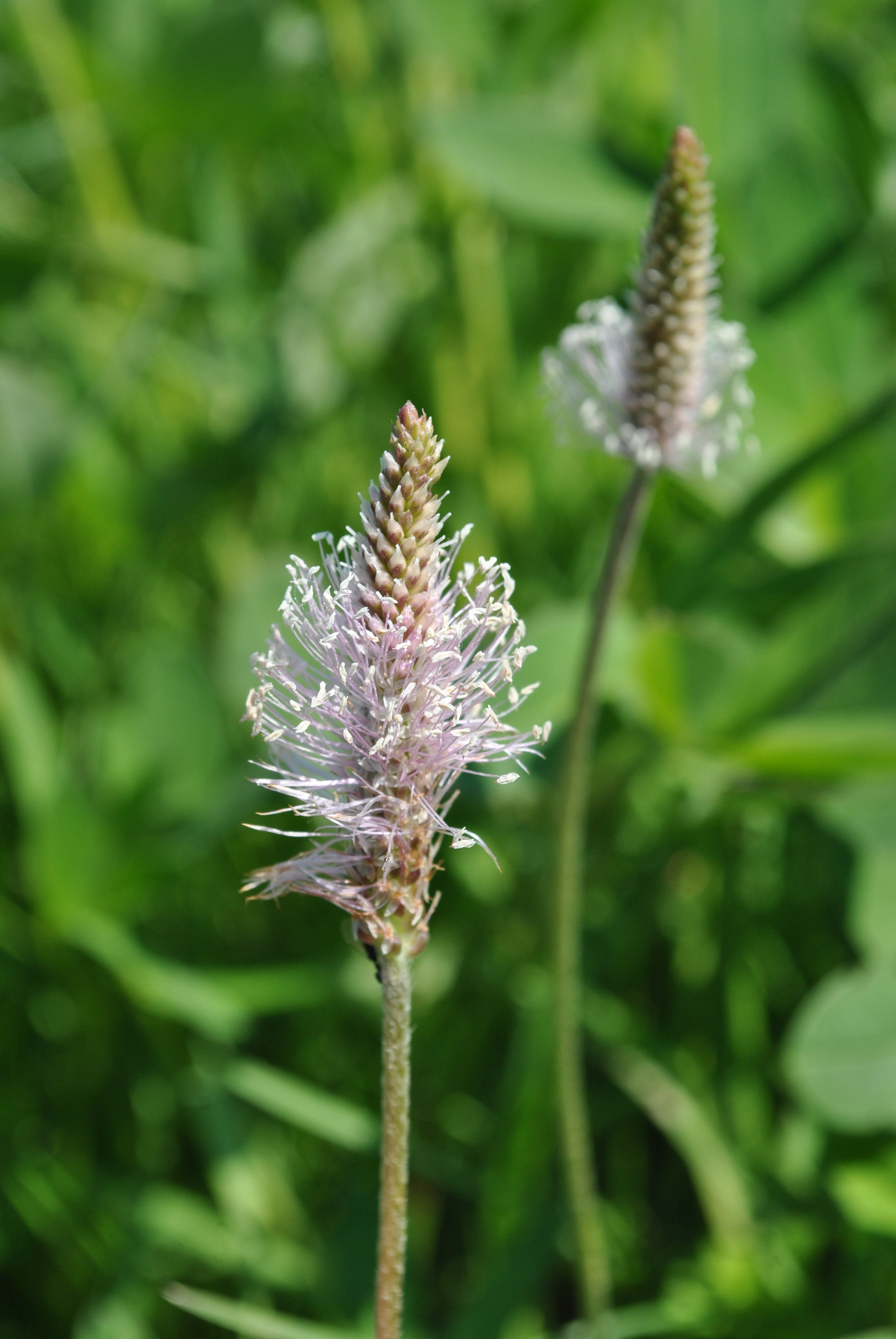
Квіти подорожника
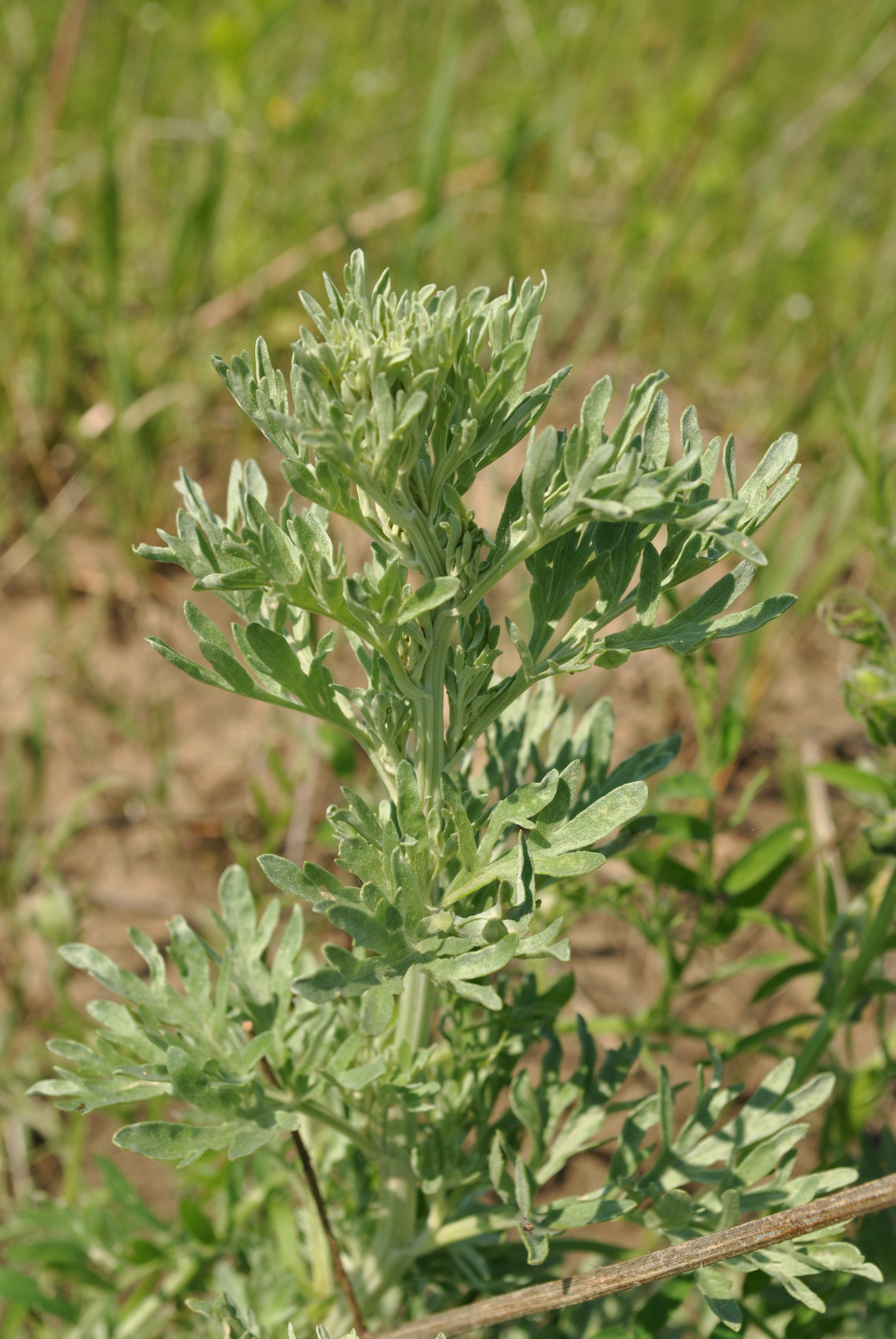
Полин
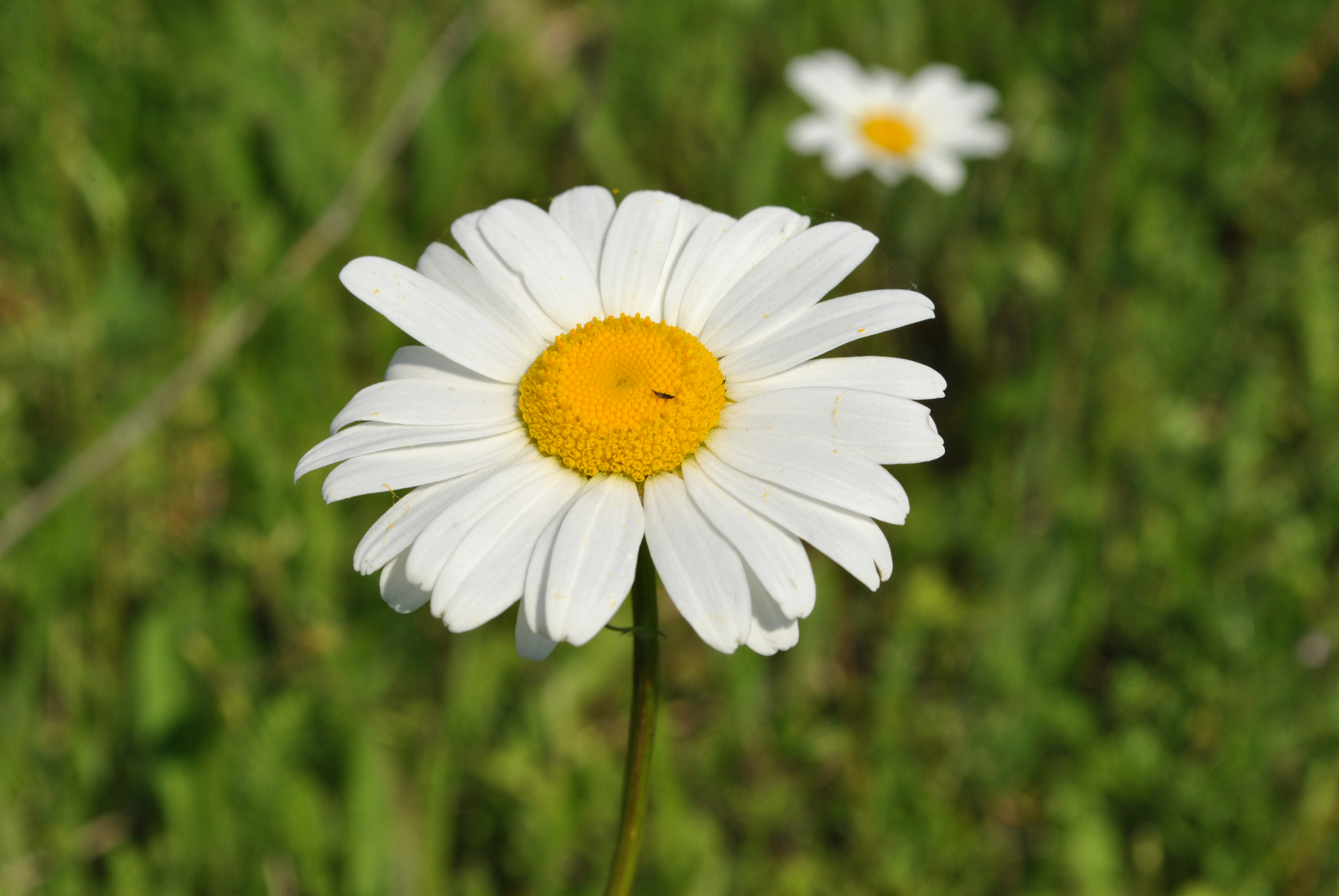
Ромашка
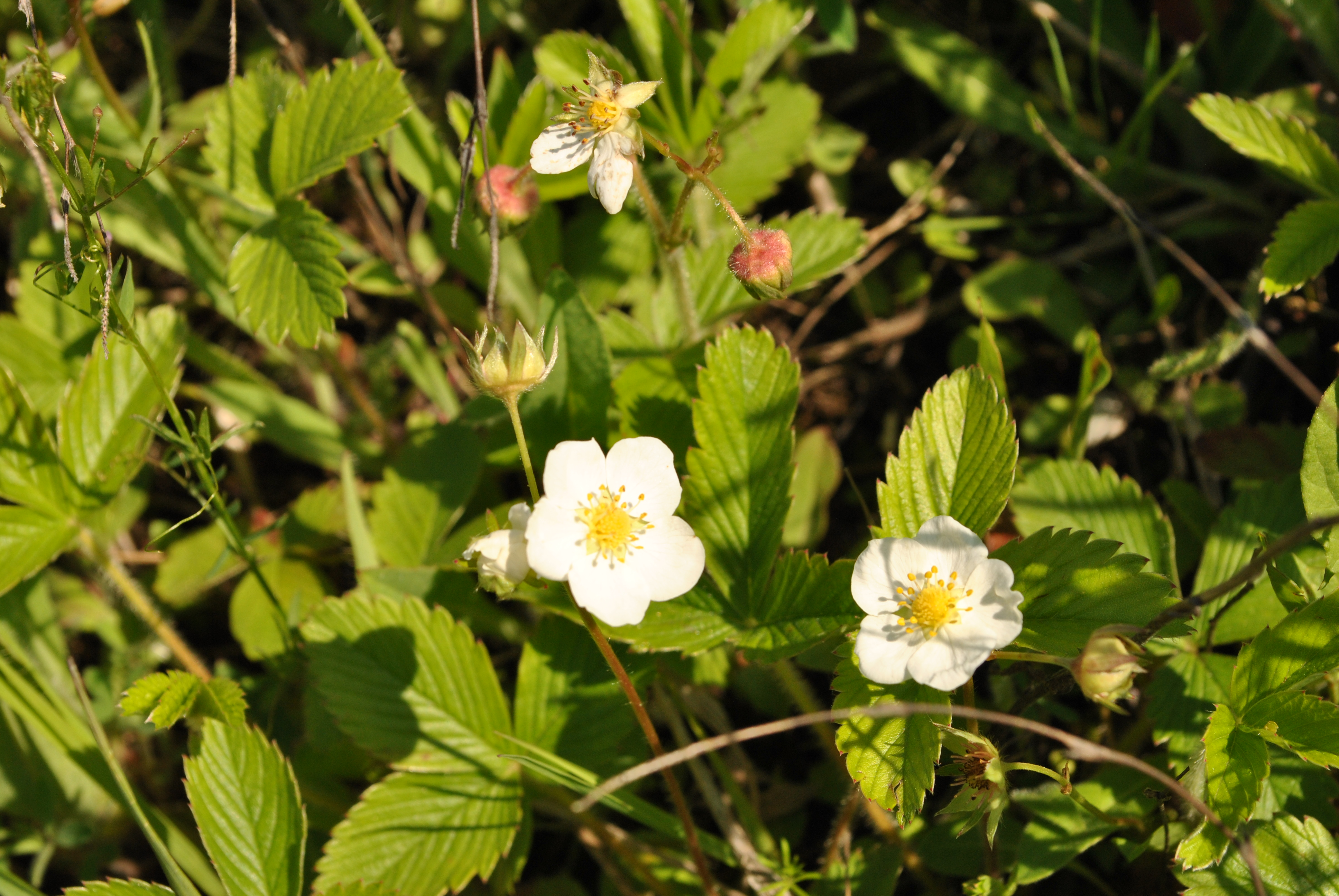
Польові суниці
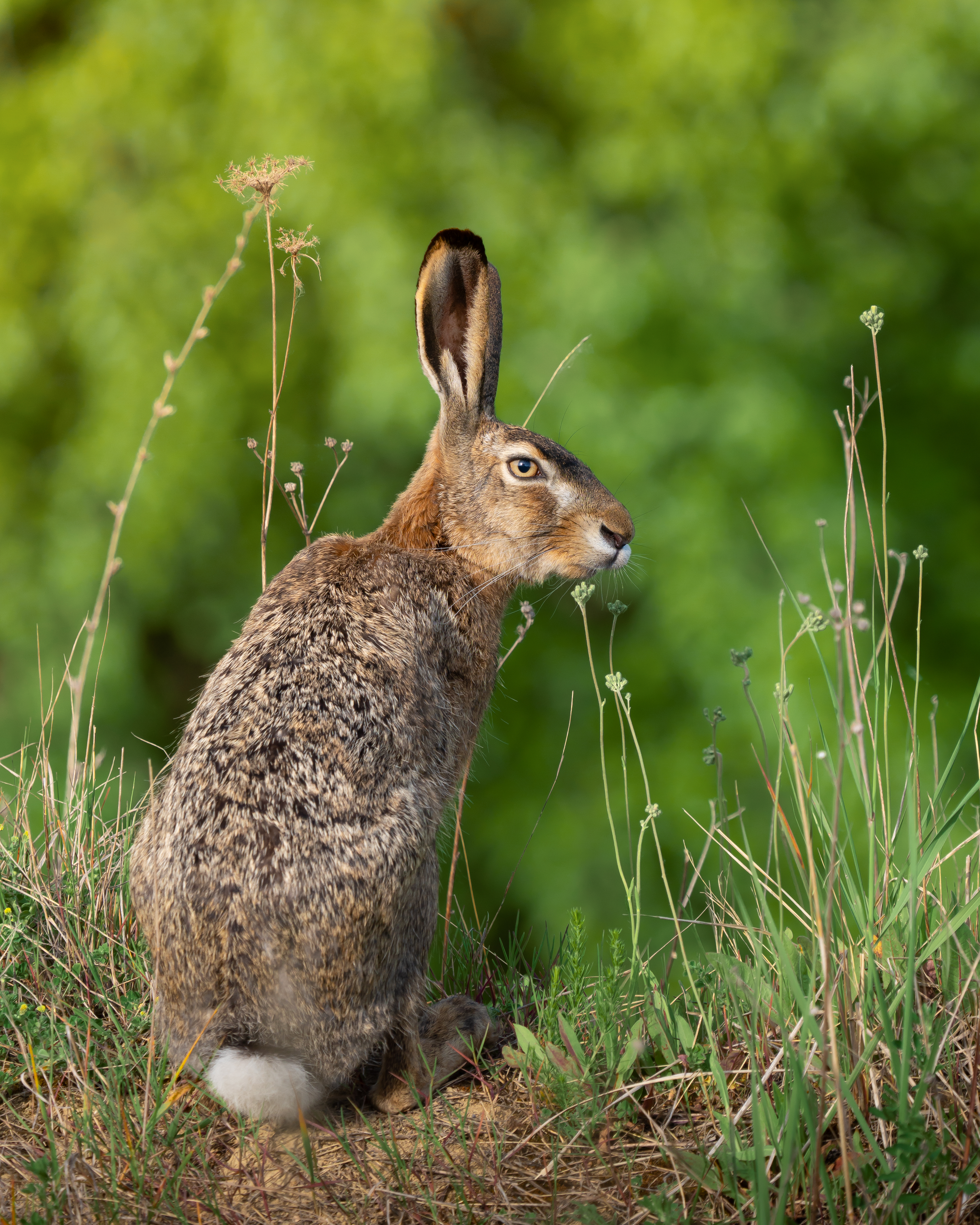
Заєць сірий